# Corydalis bucharica
Corydalis bucharica är en vallmoväxtart som beskrevs av Mikhail Grigoríevič Popov. Corydalis bucharica ingår i släktet nunneörter, och familjen vallmoväxter. Inga underarter finns listade i Catalogue of Life.